# 슈타른베르크

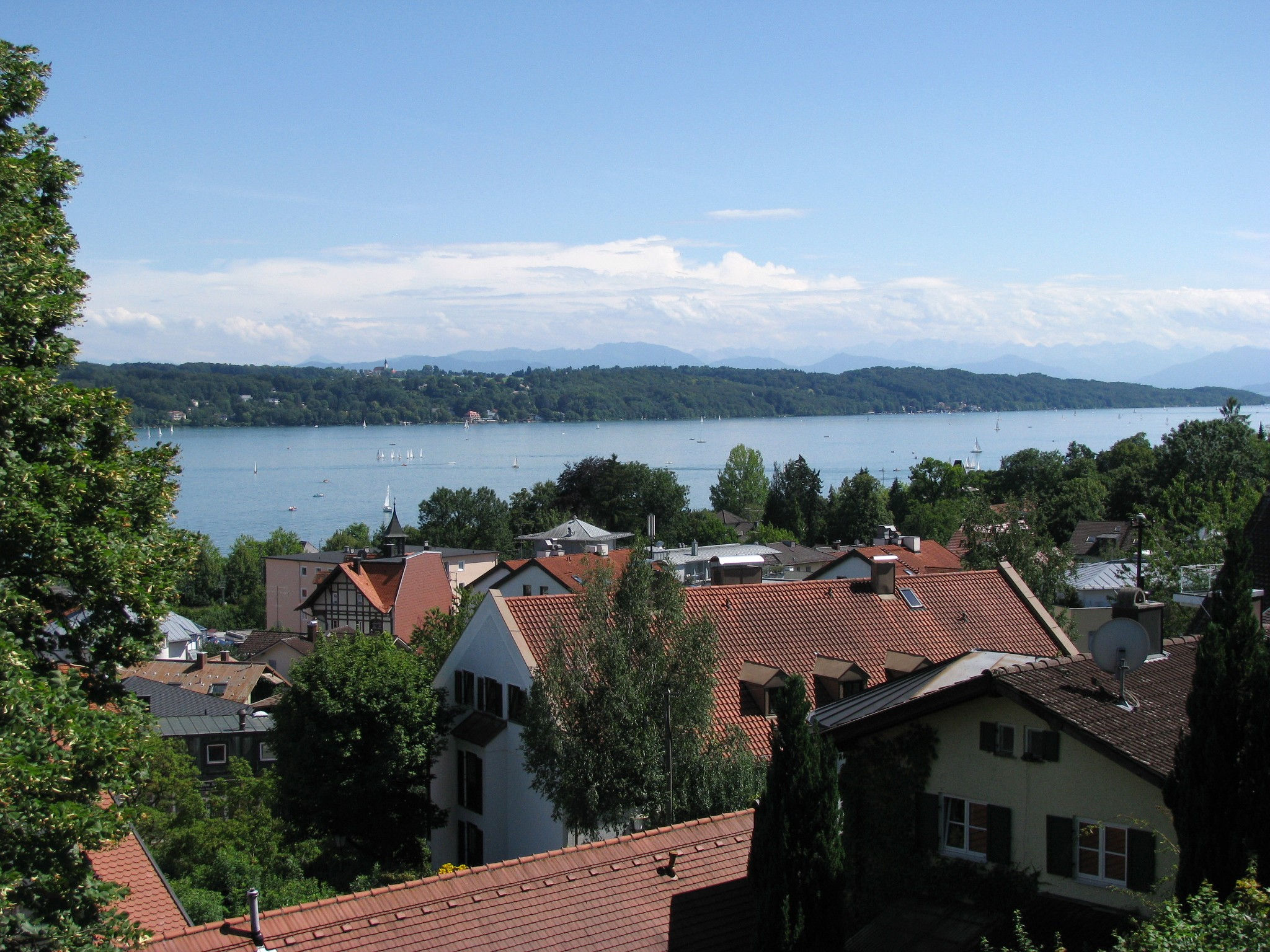
슈타른베르크

슈타른베르크(Starnberg)는 바이에른주의 도시로, 인구는 23,148명이다. 2007년 1인당 가처분 소득이 €26,120에 달한 슈타른베르크는 독일에서 가장 부유한 도시로서의 지위를 되찾았다.

## 저명한 출신
- 디트리히 피셔디스카우: 바리톤
- 위르겐 하버마스: 철학자
- 요하네스 히스터스: 배우
- 루트비히 2세 (바이에른)
- 헤르베르트 마르쿠제
- 카를 볼프: 장군
- 카를 폰 합스부르크로트링겐: 합스부르크가의 수장